# Rafael Pi Belda
Rafael Pi Belda (Valencia, 25 de enero de 1929 - ibidem, 3 de abril de 2012) fue un escultor español. Cursó estudios de Bellas Artes en Valencia, donde fue alumno de Enrique Giner y de Carmelo y Octavio Vicent. Tras finalizar sus estudios de Bellas Artes, perfeccionó estudios en Madrid, bajo las directrices de Enrique Pérez Comendador y José Ortells López. Su obra es fundamentalmente de carácter figurativo.

## Biografía

### Infancia e inicios
Rafael Pi Belda nació en Valencia el 25 de enero de 1929. Su infancia transcurrió en el centro histórico de la ciudad, en la plaza del Miguelete, junto a la catedral. Creció en el seno de una familia trabajadora. Su padre era restaurador de muebles aunque su madre jugó un papel muy importante en su iniciación a las Bellas Artes. En palabras del artista: «Alrededor de la Catedral había muchos talleres de imaginería religiosa y al salir de clase pasaba mucho tiempo observando el proceso de ejecución de las obras. A los doce años mi madre me matriculó en el curso de Dibujo Artístico que se impartía en la Escuela del Gremio de Maestros Carpinteros».

### Formación
Desde los dieciséis años, asistió al taller del maestro y escultor Carmelo Vicent, donde aprendió las técnicas del modelado, la talla y el relieve como preparación para el ingreso en la Escuela Superior de Bellas Artes de San Carlos de Valencia. Entre 1947 (con dieciocho años) y 1952 estudió la especialidad de escultura en dicha escuela, donde tuvo como profesores, entre otros, a Octavio Vicent, Carmelo Vicent, Enrique Giner y Manuel Beltrán.
En 1952, tras acabar sus estudios en la Escuela Superior de Bellas Artes de Valencia, fue pensionado por oposición por la Excma. Diputación de Valencia, con el objetivo de ampliar estudios en Madrid y en Roma.
En la Real Academia de Bellas Artes de San Fernando de Madrid, asistió a las clases de modelado del natural impartidas por el profesor Enrique Pérez Comendador. Durante su estancia en Madrid trabajó también en el taller de escultura de José Ortells López y participó en varias exposiciones, entre ellas la primera exposición de Primavera al Aire libre.
En 1957 marchó a Roma, continuando con la pensión de la Diputación de Valencia. Prosiguió sus estudios en Milán, Florencia, Pisa y Venecia, donde estudió los grandes modelos de la antigüedad clásica, renacentista y barroca. Al finalizar su estancia en Italia realizó, como trabajo final en el marco de su pensionado, un relieve tallado en madera de Alfonso el Magnánimo.

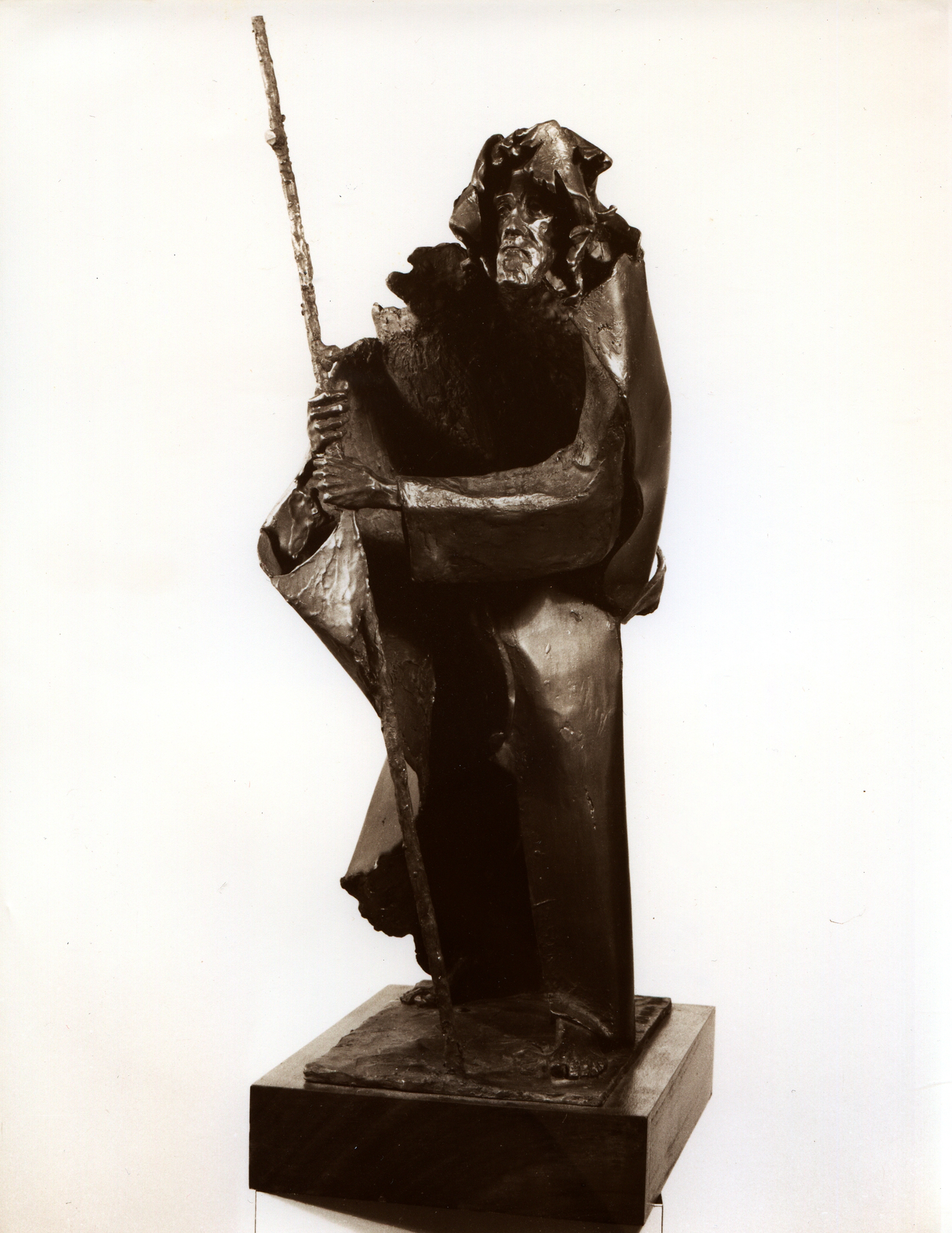
Caminante, Rafael Pi Belda (colección particular del artista).

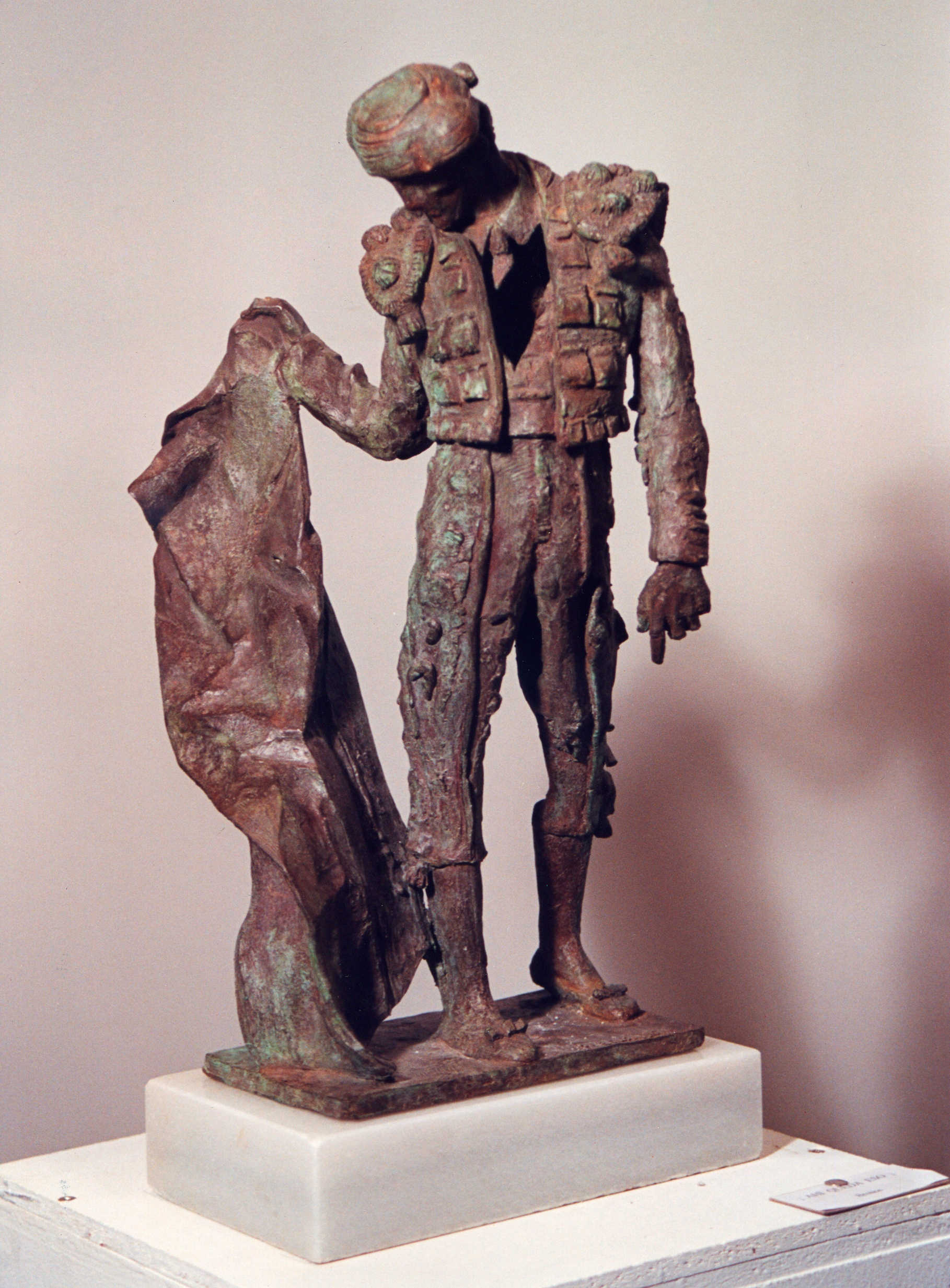
Ahí queda eso, Rafael Pi Belda (colección particular).

### Trayectoria artística, premios, reconocimientos y principales exposiciones
En 1962 obtuvo la medalla de oro en el III Salón de Marzo de Valencia.
En 1976, logró el premio de escultura de la Universidad de Sevilla, en la XXV Exposición de Otoño. En 1977 obtuvo el premio de la Real Maestranza de Sevilla y en 1978 el premio del Círculo de Labradores de Sevilla, en sus ediciones XXVI y XXVII.
En el año 1980 realizó la escultura El caminante, escultura de 0,85 m realizada en bronce, que fue presentada en la Exposición de Arte en Murcia, en Madrid.
En 1982 obtuvo el Premio Nacional de Escultura Numancia en la ciudad de Soria, por su obra titulada Torso Femenino.
En 1983 fue propuesto por el director del Museo Provincial de Bellas Artes de Murcia, José Antonio Melgares, para el premio Príncipe de Asturias de las Artes. En el mismo año obtuvo el primer premio en el Concurso Internacional de Escultura de Mojácar, por su obra El Pastor.
En 1983 comenzó una etapa de esculturas de gran tamaño con el monumento Al moro y al cristiano en Caravaca de la Cruz (Murcia).
Durante el curso 1986-87 fue nombrado catedrático de Dibujo de Torrente (Valencia) y hasta el año 1994 compaginó el desarrollo de su trabajo como profesor con su taller de escultura. Durante esta etapa recibió encargos de monumentos de gran tamaño, encargos de diferentes ayuntamientos, entidades religiosas y particulares.
Desde el año 1997 su dedicación al arte ha sido total, siendo ésta una etapa plagada de monumentos de gran tamaño. Desde entonces ha realizado numerosas exposiciones en diferentes provincias españolas. Cabe destacar la realizada en Bilbao, de temática taurina (representaciones de toreros, picadores y caballos) sobre la que Lorenzo Berenguer Palau escribió: «En cada una de sus figuras, se siente la tensión, el aplomo, el lenguaje de ritos y posturas, modelaciones de cera que pasarán a ser fundidas en bronce tras haber puesto el alma del escultor y la personalidad de representado».

## Comentarios sobre su obra
Francisco Agramunt escribió sobre su estilo y técnica: «Rafael Pi Belda es un escultor que basa su obra en un trabajo continuado, una radical honestidad y una gran maestría técnica. Entre los escultores de la segunda mitad del siglo XX, su nombre es el de un independiente que ha desarrollado una técnica peculiar, dentro de la cual ha ido evolucionando, pausada pero regularmente, hasta conseguir un estilo impresionista mediterráneo de gran madurez expresiva, no sólo por estar imbuido su arte por la naturaleza clasicista, sino por su forma de ser y su arraigo sentimental y emotivo a esta geografía costera. Rafael se mueve dentro de una especie de impresionismo mediterráneo para elaborar unas esculturas que resaltan por el juego inteligente de los acoplamientos, sus volúmenes abiertos y armoniosos y su impresionante perfección técnica, y el dominio de la técnica le ha permitido abordar, con el mismo éxito, las composiciones, los retratos, los monumentos públicos y la imaginería religiosa. A través de la observación de sus esculturas, que atraen a los espectadores por su belleza, y que son a la vez cultas y populares, se puede advertir el amor que siente por las proporciones, el juego de los volúmenes, la armonía compositiva, y en fin, por el amor a la obra bien hecha».

Para Cristina Gutiérrez-Cortínes «Rafael Pi mantiene un equilibrio entre la cultura artística tradicional y una apertura hacia la escultura moderna, insertada en el expresionismo mediterráneo actual. Los temas son personajes de la vida cotidiana, imbuidos en un tono nostálgico: Viejos, mendigos etc. aproximándose a ellos desde una actitud personal. El empleo de la cera le permite moldear la figura y las telas como si fuesen láminas blandas adaptables, que el artista horada, pliega o hace sobresalir en el aire como uno de los principales recursos, para amplificar y profundizar el sentimiento que encierra el bronce. Deforma la anatomía, adelgaza los miembros del cuerpo, rompe la carne y juega con las telas disponiéndolas de forma ampulosa. Su obra, incluso la de pequeña escala, está dotada de una especial monumentalidad, consecuencia de su manera peculiar de ensamblar la simplificación de las formas y los volúmenes compactos con elementos concretos, referencias y gestos, donde se concentra la fuerza expresiva».

José Luis Melendreras Gimeno escribió: «Su estilo es figurativo, académico, naturalista-realista, de gran acabado, precisión y detalle, modelando sus figuras en barro y cera, para después fundirlas en bronce o tallarlas en madera. Con un lenguaje expresionista cultiva el retrato, la figura y los temas religiosos, sometiendo a las obras a distorsiones y plegamientos de marcada personalidad».  «Pi Belda es un escultor en el que predomina la elaboración del dibujo. Sus cánones son clásicos y muy bien acabados. Artista que confiere a sus obras un enorme realismo y una gran expresión….Los modelados de sus esculturas son soberbios, muy apurados en técnica y virtuosismo. Los ropajes de sus esculturas se adhieren al cuerpo, desplazándose por la acción de viento».

## Obra pública

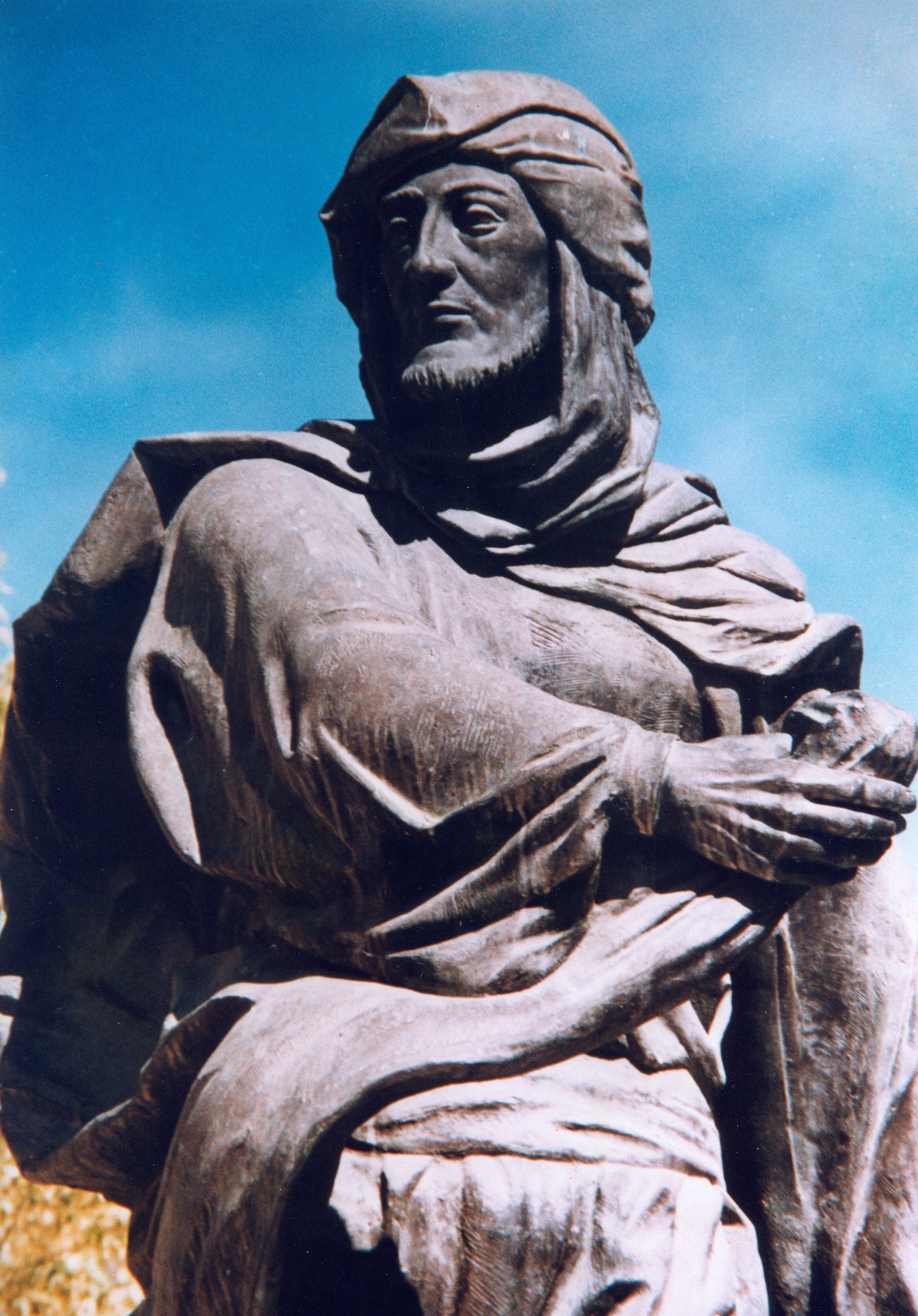
Al moro y al cristiano (detalle del moro), Rafael Pi Belda (Caravaca de la Cruz, Murcia).

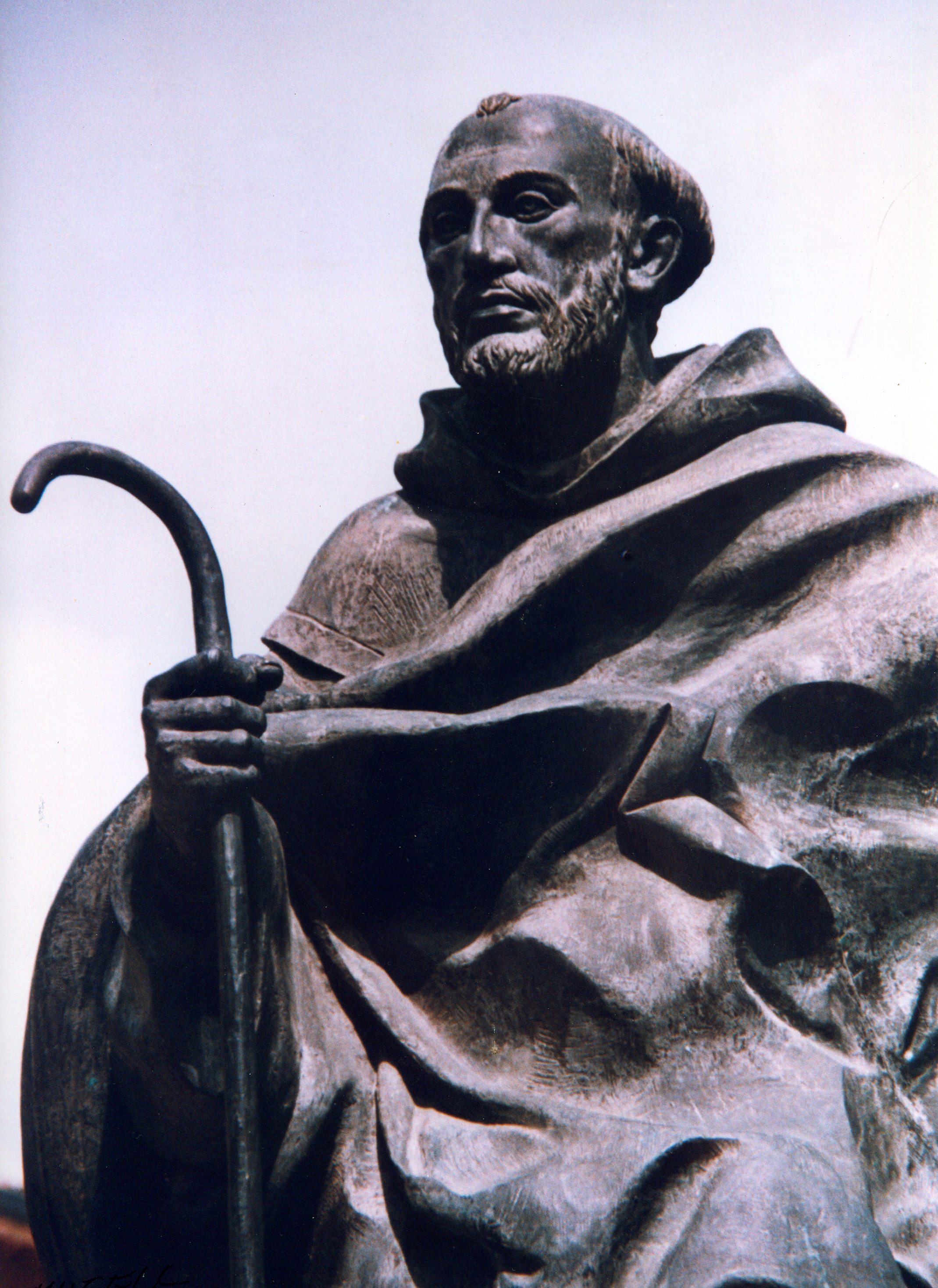
A San Juan de la Cruz (detalle), Rafael Pi Belda (Caravaca de la Cruz, Murcia).

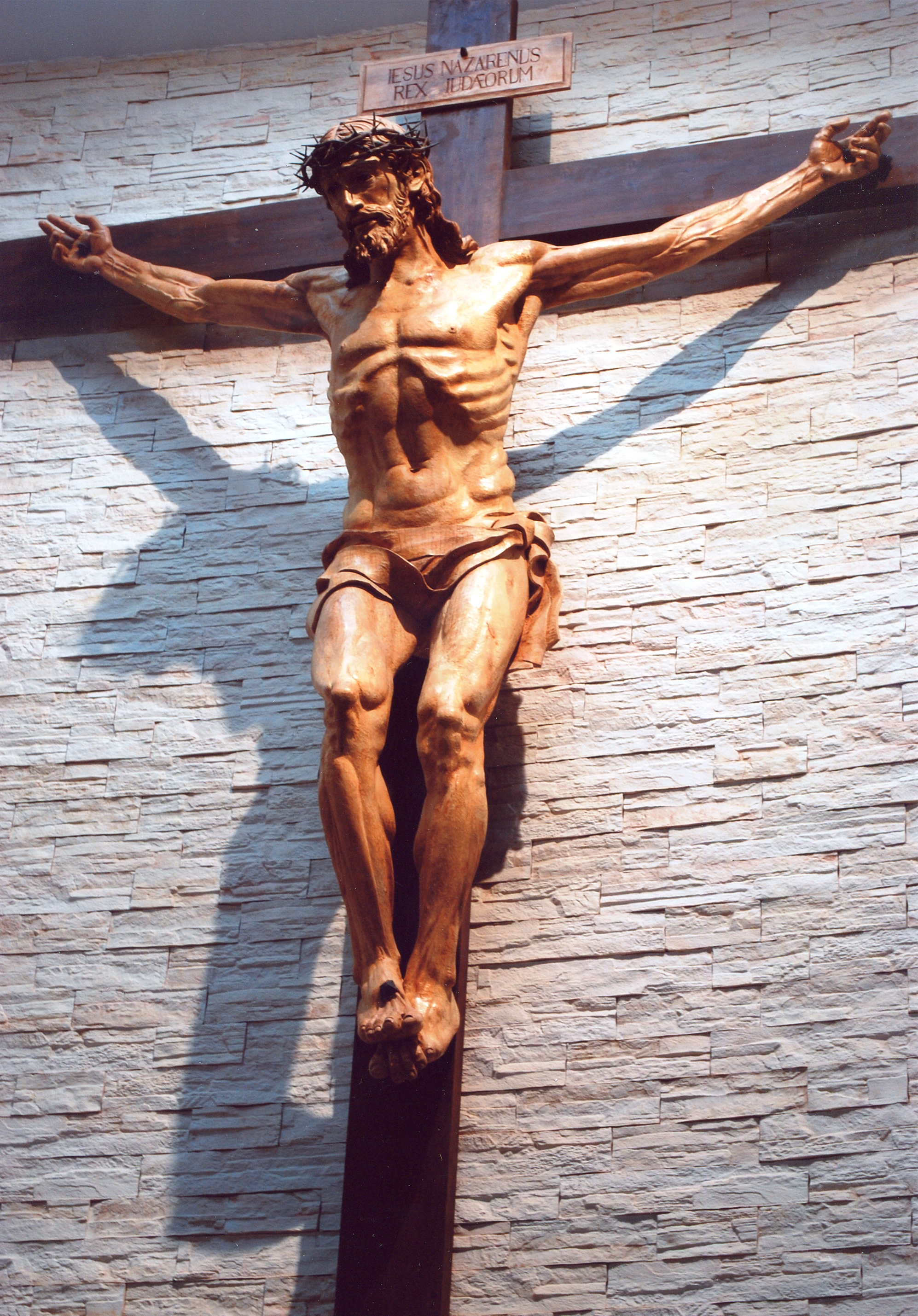
Cristo crucificado, Rafael Pi Belda (parroquia de San Luis Obispo, Valencia).

- Monumento Al moro y al cristiano, 1983, Caravaca de la Cruz (Murcia). Bronce. 2,20 m de altura. Representa a un moro y un cristiano en época medieval. Este monumento se concibió como homenaje a las fiestas de Moros y Cristianos pero también al pasado histórico y medieval de Caravaca de la Cruz (Murcia) y de España.

- Monumento A San Juan de la Cruz, 1986, Caravaca de la Cruz (Murcia). Bronce. 2,00 m de altura. Erigido con motivo del IV centenario de la fundación del convento de Carmelitas Descalzos de Caravaca de la Cruz por San Juan de la Cruz.

- Monumento Al alpargatero, 1987, Cehegín (Murcia). Bronce. 2,20 m de altura. Muestra a un joven sentado, trabajando en la confección de alpargatas, oficio muy arraigado en la localidad de Cehegín y que fue decisivo para su desarrollo económico.[13]

- Teatro Guerra Talía, 1990, Lorca (Murcia). Bronce. 0,85 m de altura.

- Monumento al Conde de Floridablanca, 1992, Murcia. Bronce. 1,65 m de altura. IES Floridablanca.

- Esculturas de pequeño formato, entre las que destaca la serie de 30 esculturas de temas taurinos, 1993-1996.

- Monumento A los tamboristas, 1997, Moratalla (Murcia). Bronce. 2,20 m de altura.

- Monumento Al agricultor, 1998, Cehegín (Murcia). Bronce. 2,20 m de altura.

- Monumento al IX Conde de Aranda, 1998, Alcora (Castellón). Bronce. 2,30 m de altura. Fue el fundador de la Real fábrica de Cerámica de L’Alcora (Castellón) en 1727.

- Monumento a San Francisco de Asís, 1998, Alcora (Castellón). Bronce. 0,60 m.

- Monumento al Granerer de Torrent, 1999, Torrente (Valencia). Bronce. 2,20 m de alto. Figura representativa de una actividad ya desaparecida (elaboración de escobas) del pueblo valenciano de Torrente.

- Monumento A la nazarena, 1999, Cehegín (Murcia). Bronce. 2,30 m de altura. Tributo a la incorporación de la mujer a las procesiones pasionales de Semana Santa.

- Vía Crucis,  2000, Caravaca De La Cruz (Murcia). Bronce. 0,45 x 0,60 m (cada una de las catorce estaciones). Real Basílica Santuario de la Vera Cruz de Caravaca.

- Monumento A los tamboristas, 2000, Mula (Murcia). Bronce. 2,30 m de altura. Figuras en actitud de tocar, rivalizando, el tradicional tambor en la Semana Santa muleña.[14]

- Cristo de la vega, 2000, Calasparra (Murcia). Bronce. 2,30 m de altura. Situado en la carretera que une Calasparra con Caravaca de la Cruz. Finca El Soto (Murcia). Cristo crucificado.

- Monumento A las madres fundadoras de las HH. de Cristo Crucificado, 2001, Murcia (Santo Ángel). Bronce. 1,80 m.

- Rey Don Jaime, 2001, Nules (Castellón). Bronce. 2,40 m de altura. El monumento representa al Rey Don Jaime I el Conquistador, rey de Valencia y de la Corona de Aragón.

- Al vino, 2001, Bullas (Murcia). Bronce. 2,20 m de altura.[15]

- Obra conmemorativa de la concesión de la Santa Sede de Año Jubilar perpetuo a la Basílica Santuario de la Vera Cruz de Caravaca, 2001, Caravaca de la Cruz (Murcia). Bronce.

- Ecce Homo, 2002, Torrente (Valencia). Madera policromada. 1,65 m de altura. Paso de Semana Santa de Torrente (Valencia).

- A la gent del camp, 2003, Torrente (Valencia). Bronce. 2,20 m de altura.

- Al tejero, 2003, Cehegín (Murcia). Bronce. 1,90 m de altura. Tributo al trabajo artesano de la fabricación de teja moruna.

- Al venerable Fray Luis Amigó, 2004, Torrente (Valencia). Bronce. 2,30 m de alto. Representación del religioso, obispo y fundador de la orden religiosa de los Terciarios Capuchinos.

- Pantocrátor, 2004, Gandía (Valencia). Altorrelieve en madera de caoba, de 5,00 x 3,00 m. para el Altar Mayor de la parroquia de Cristo Rey. Pantocrátor de inspiración románica, encerrado en la típica mandorla, rodeada por los cuatro símbolos de los evangelistas.

- Monumento A la Beata Juana Maria Condesa Lluch, 2005, Valencia. Bronce. 1,50 m de altura. Casa Generalicia de las HH. Esclavas de María Inmaculada.

- A los Caballos del Vino, 2007, Caravaca de la Cruz (Murcia). Bronce. 2,00 x 3,64 x 3,50 m. Monumento compuesto por un caballo acompañado por cuatro caballistas. Representa "La Carrera" (Fiesta de "Los Caballos del Vino", Caravaca de la Cruz), en el último tramo de la cuesta del Castillo, junto a las murallas del Santuario de la Vera Cruz.[16]

- San Antonio de Padua, 2007, Gandía (Valencia). Madera de tilo, patinada, de 1,50 m de alto. Parroquia de Cristo Rey.

- Beata Juana María Condesa Lluch con niña orante, 2008, Valencia. Capilla del colegio de las Esclavas de María Inmaculada. Madera de abedul, de 1,50 m

- Cristo Crucificado, 2009, Valencia. Tallado en madera de abedul, color natural, de 2,30 m de alto, sobre una cruz de madera de ciprés de 4,50 m para el altar Mayor de la parroquia de San Luis Obispo de Valencia.

- San Luis Obispo, 2009, Valencia. Talla en madera de abedul, color natural, para la parroquia de San Luis Obispo de Valencia. Joven Obispo en actitud de intercesión entre Cristo y los fieles. Situado a la derecha del altar Mayor.

- Beata Juana María Condesa Lluch, 2010, Almansa (Albacete). Bronce. 1,60 m de altura. Centro de Espiritualidad de las HH. Esclavas de María Inmaculada.

- Als espardenyers, 2010, La Vila Vella (Castellón). Monumento en bronce de 1,80 m de alto.[17]

## Galería de imágenes

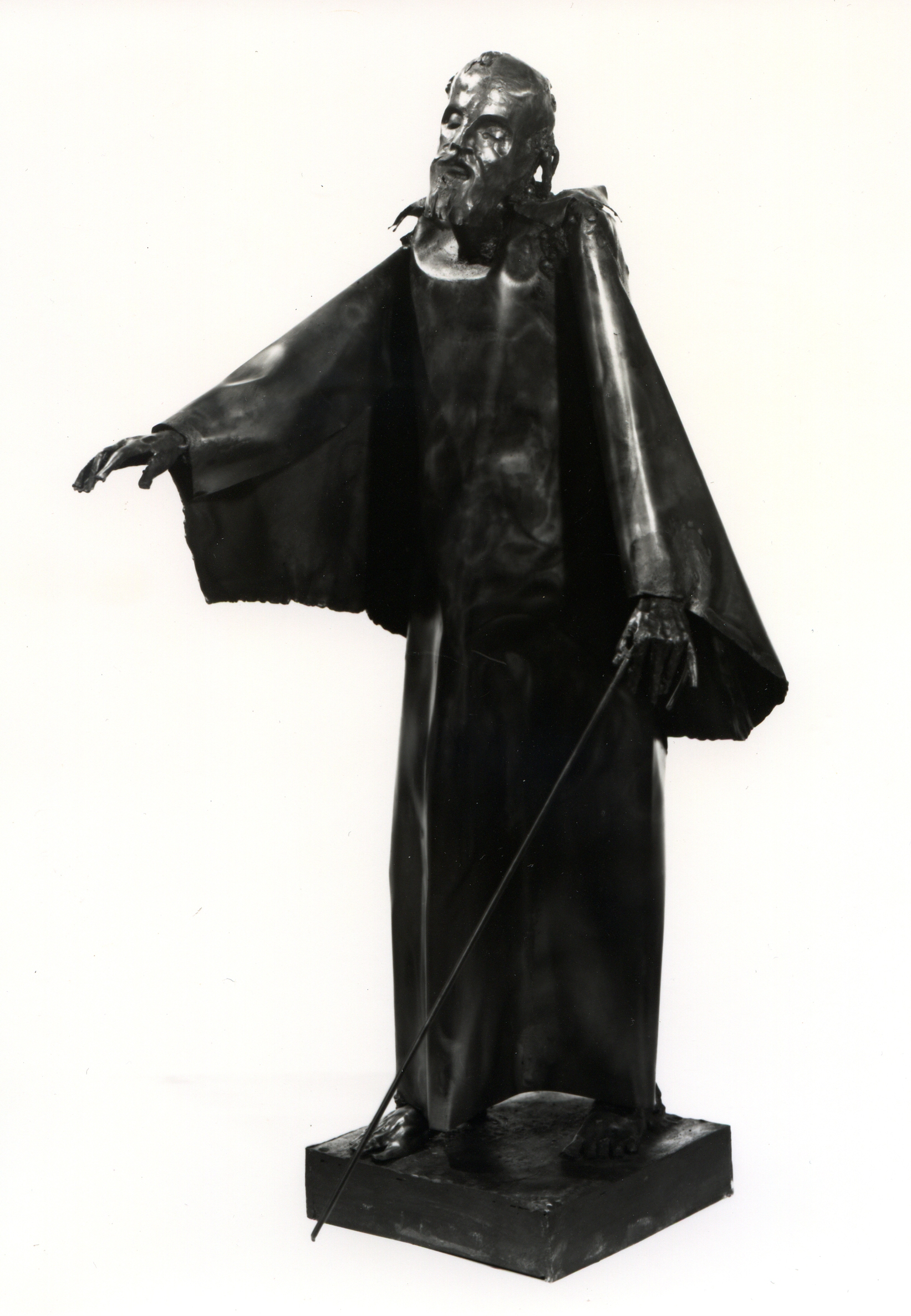
Ciego. Colección particular del artista.
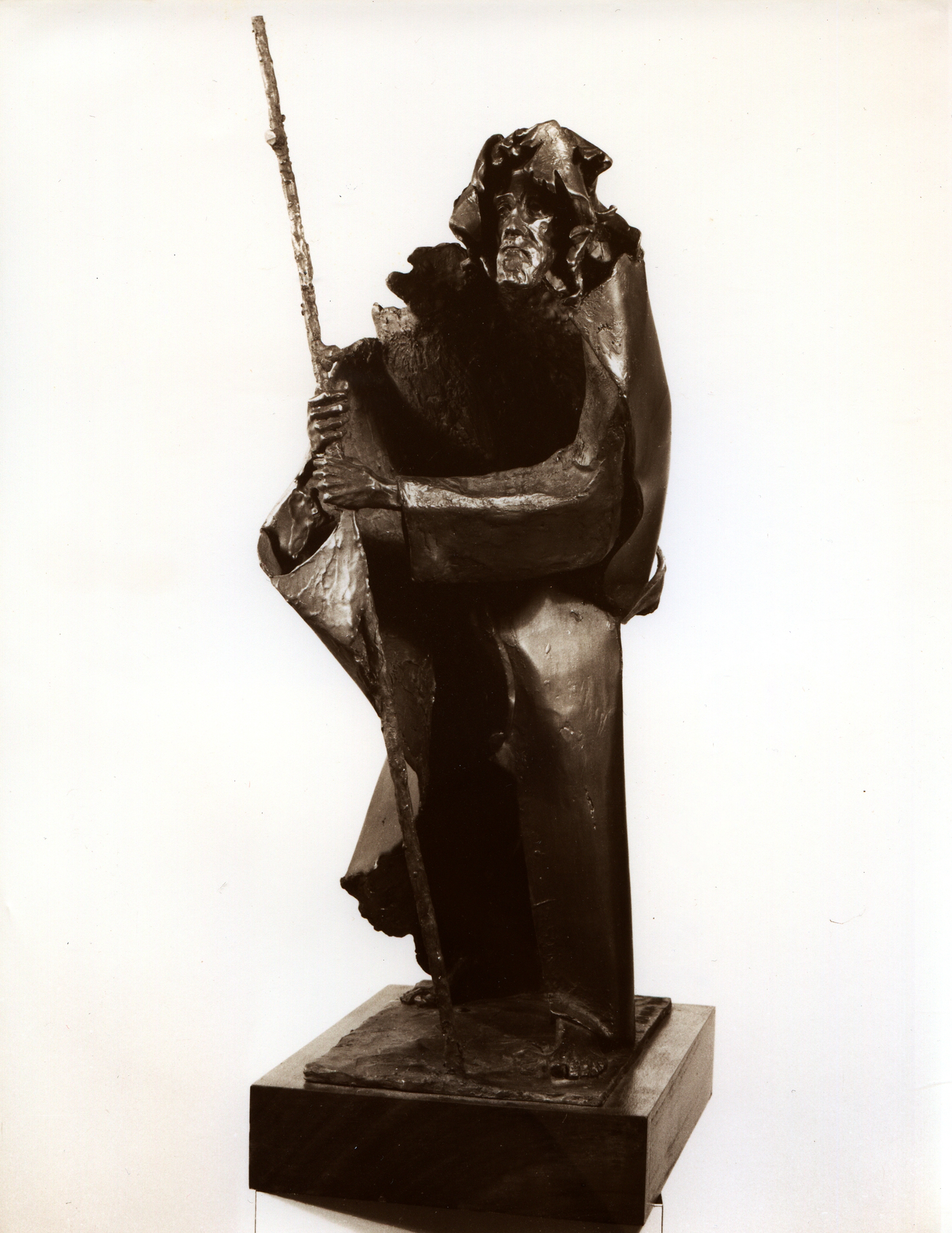
El caminante, de 1980. Colección particular del artista.
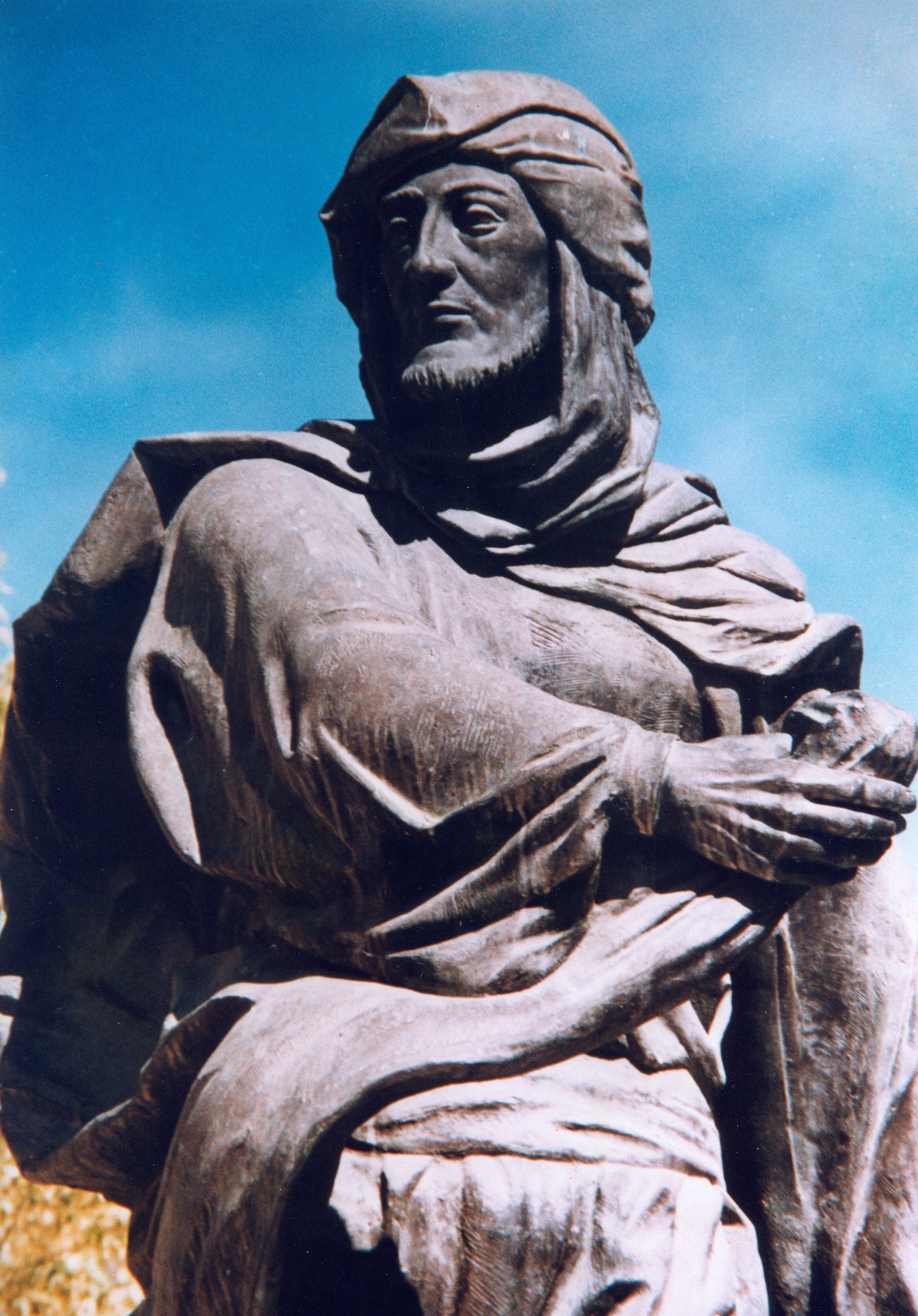
Al moro y al cristiano (detalle del moro), de 1983. Caravaca de la Cruz (Murcia).
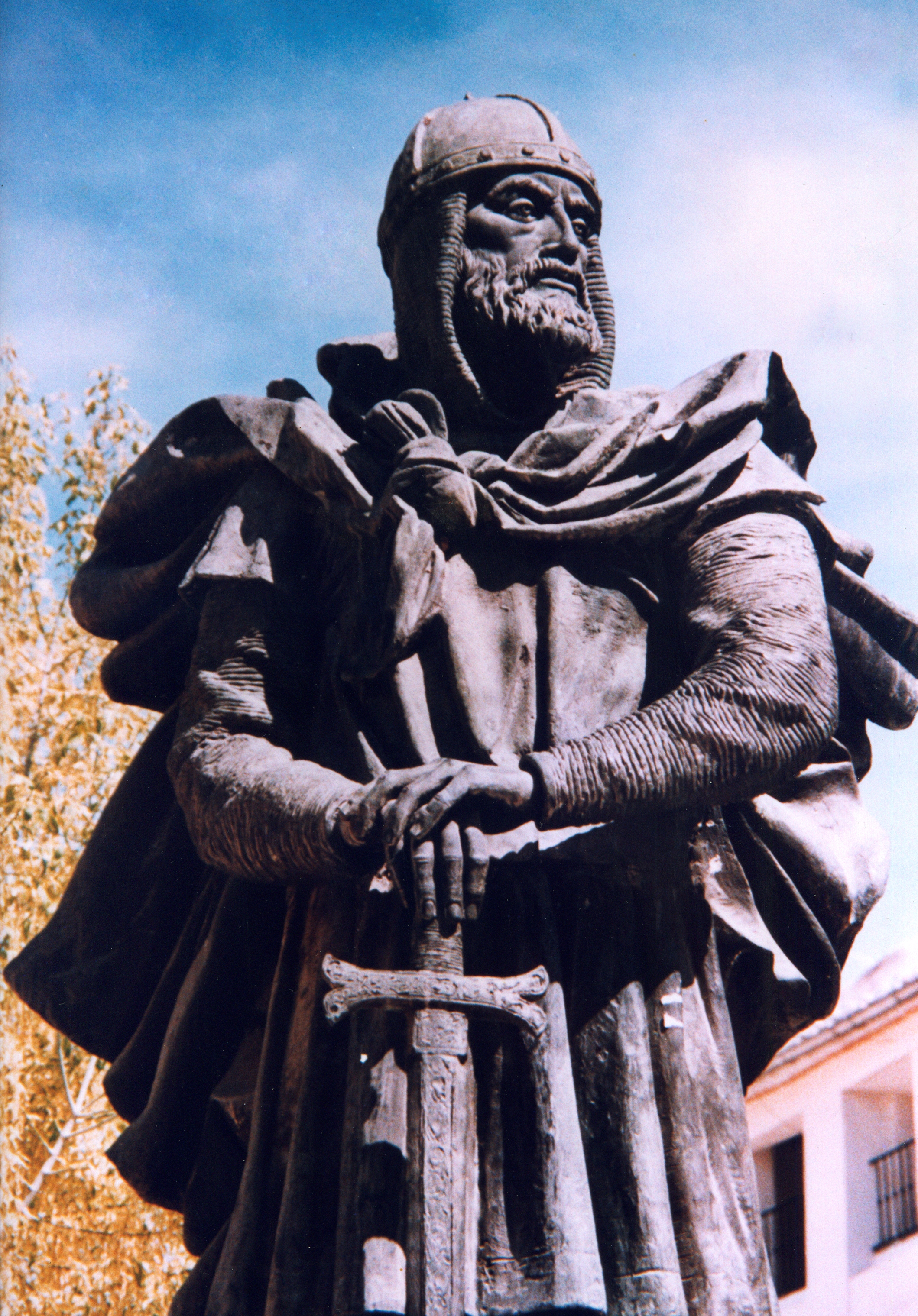
Al moro y al cristiano (detalle del cristiano), de 1983. Caravaca de la Cruz (Murcia).
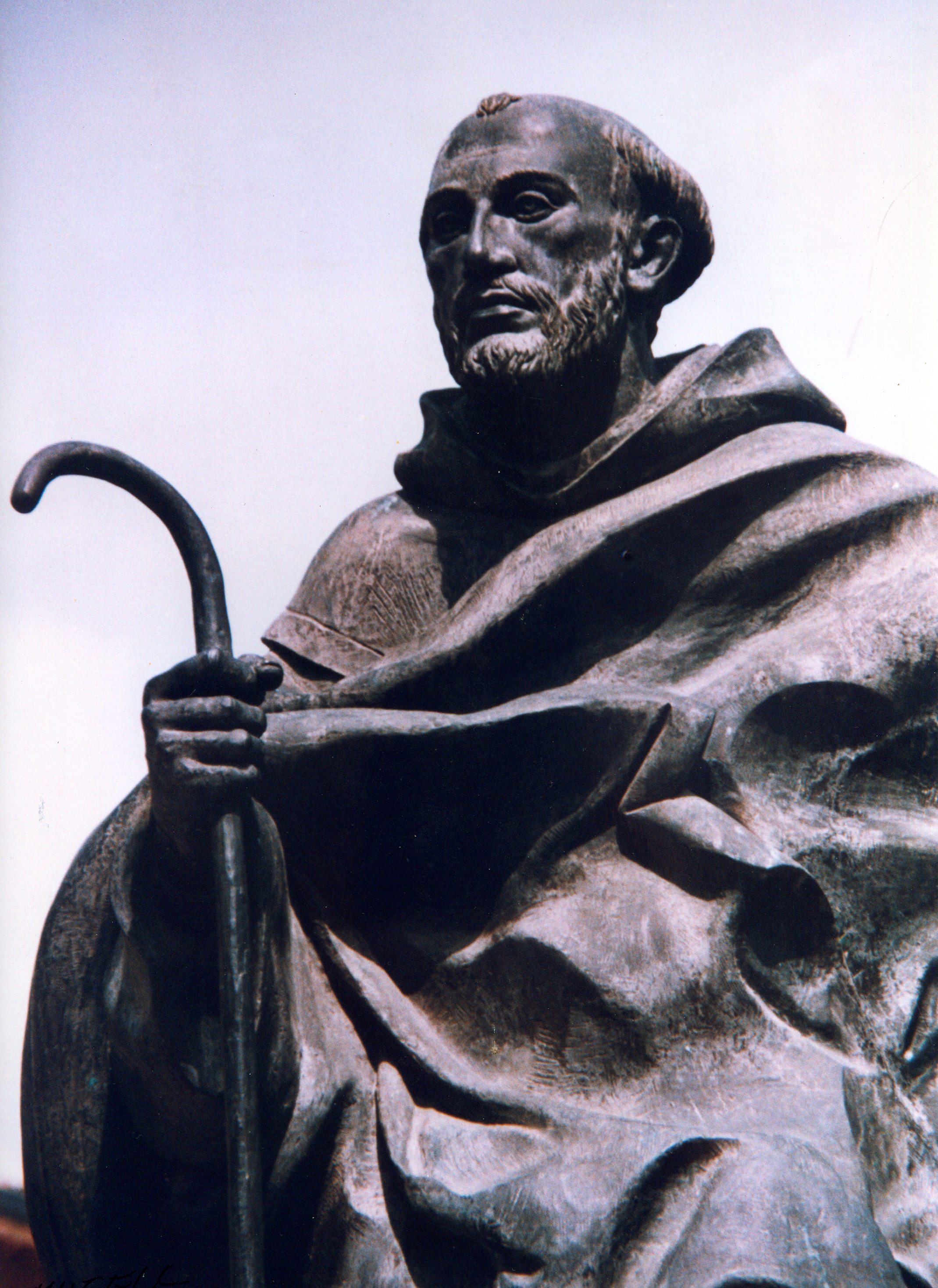
A San Juan de la Cruz (detalle), de 1986. Caravaca de la Cruz (Murcia).
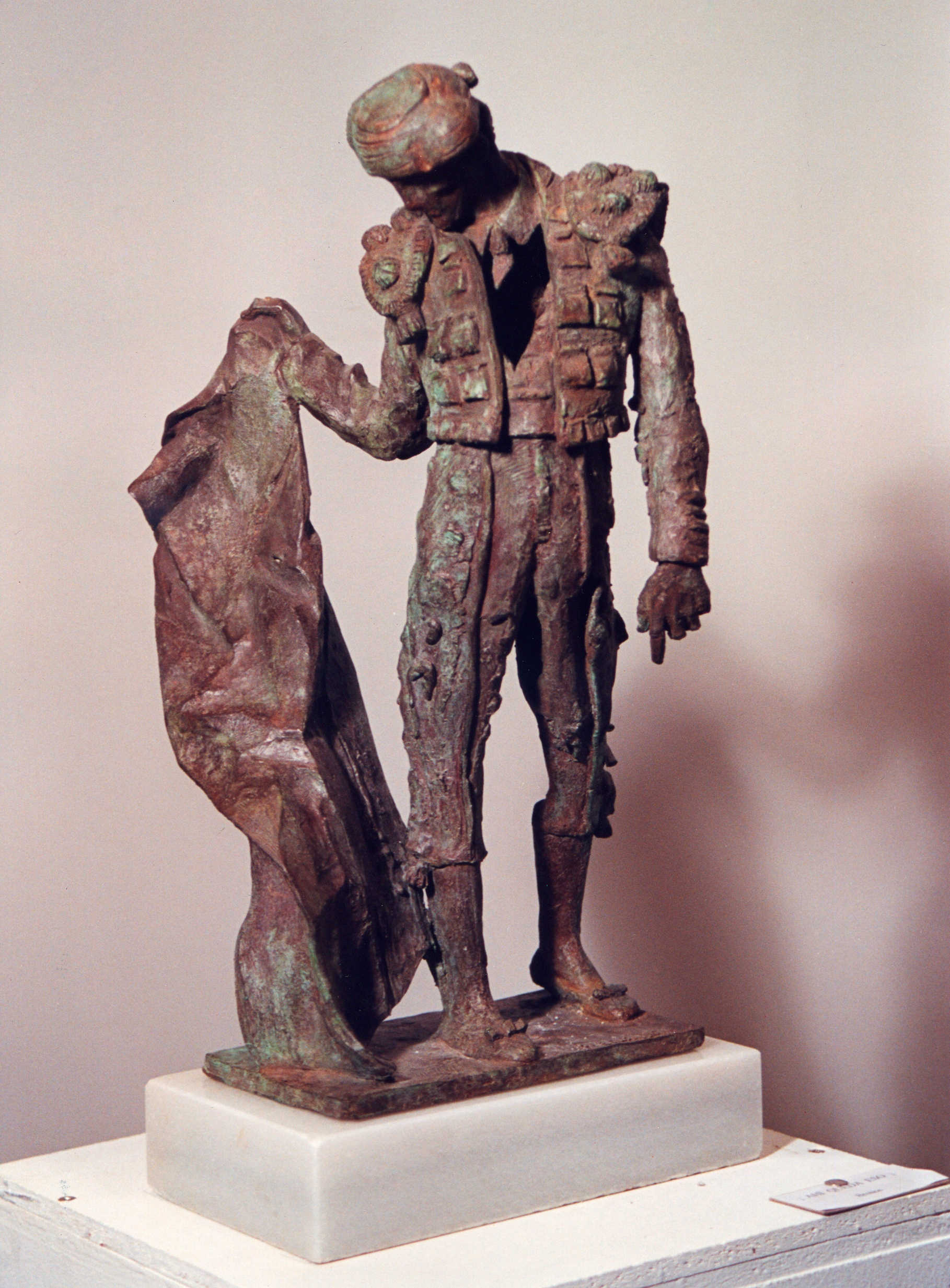
Ahí queda eso. Colección particular.
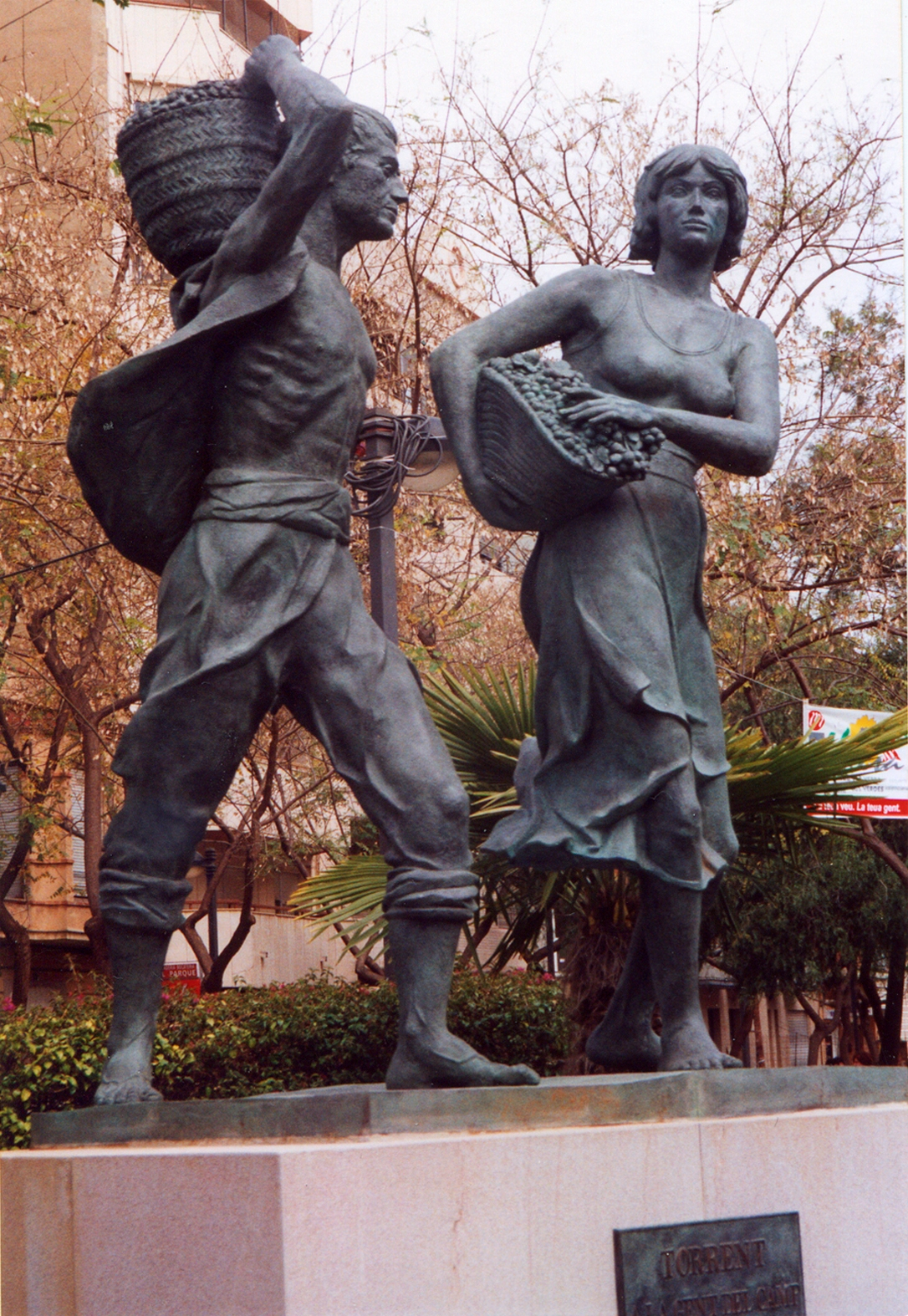
A la gent del camp, de 2003. Torrente (Valencia).
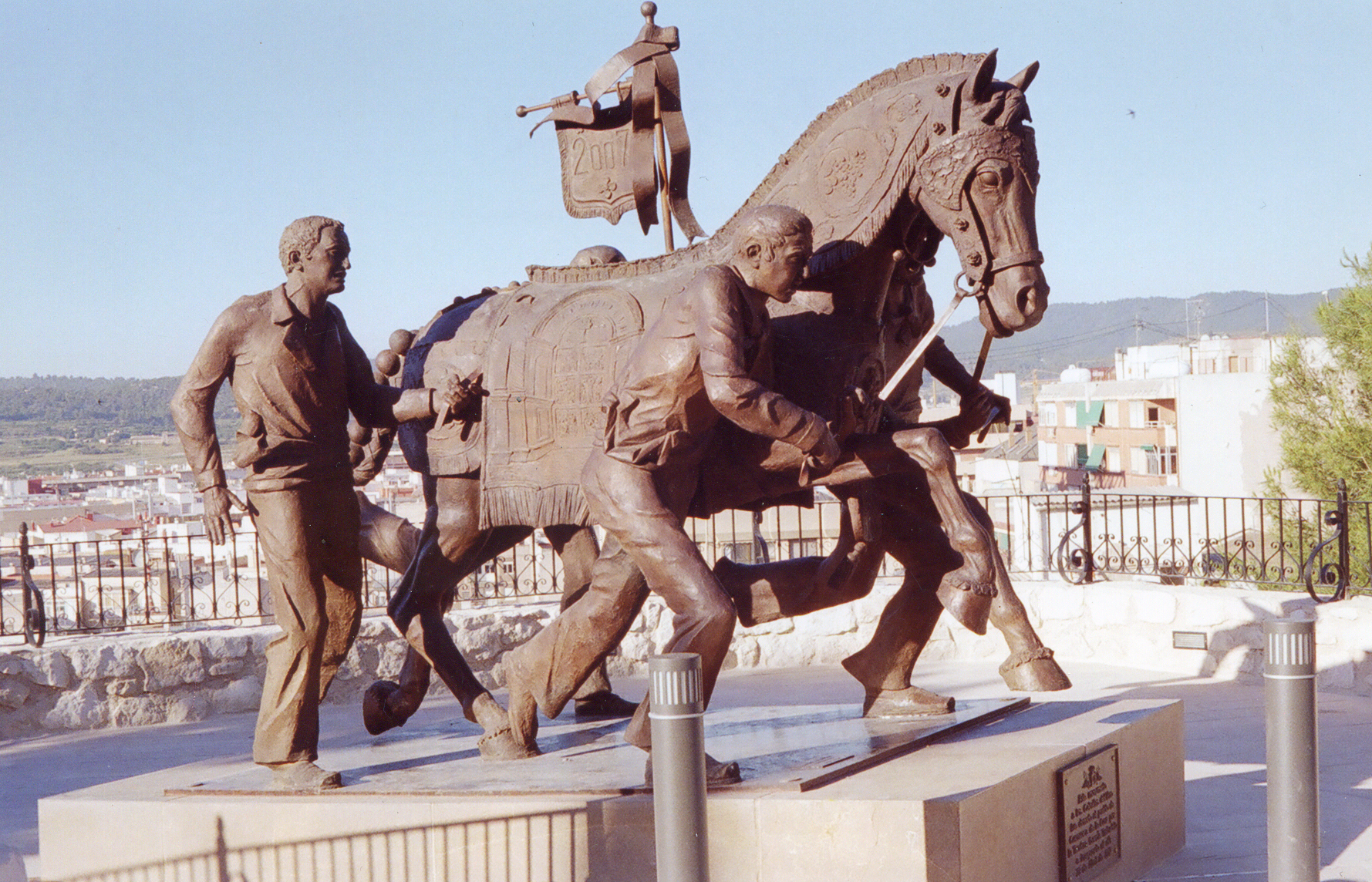
A los Caballos del Vino, de 2007. Caravaca de la Cruz (Murcia).
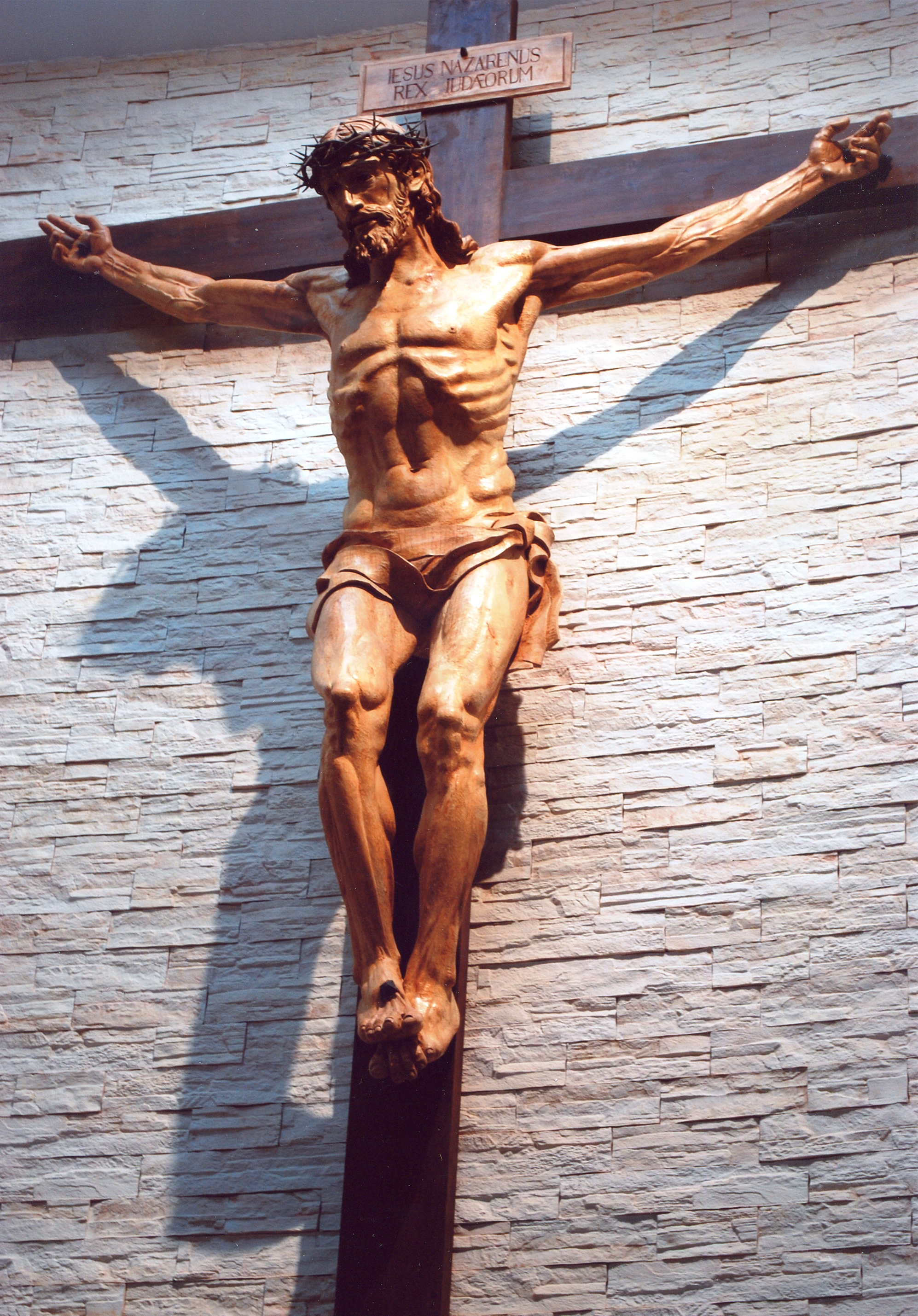
Cristo crucificado, de 2009, Parroquia de San Luis Obispo (Valencia).
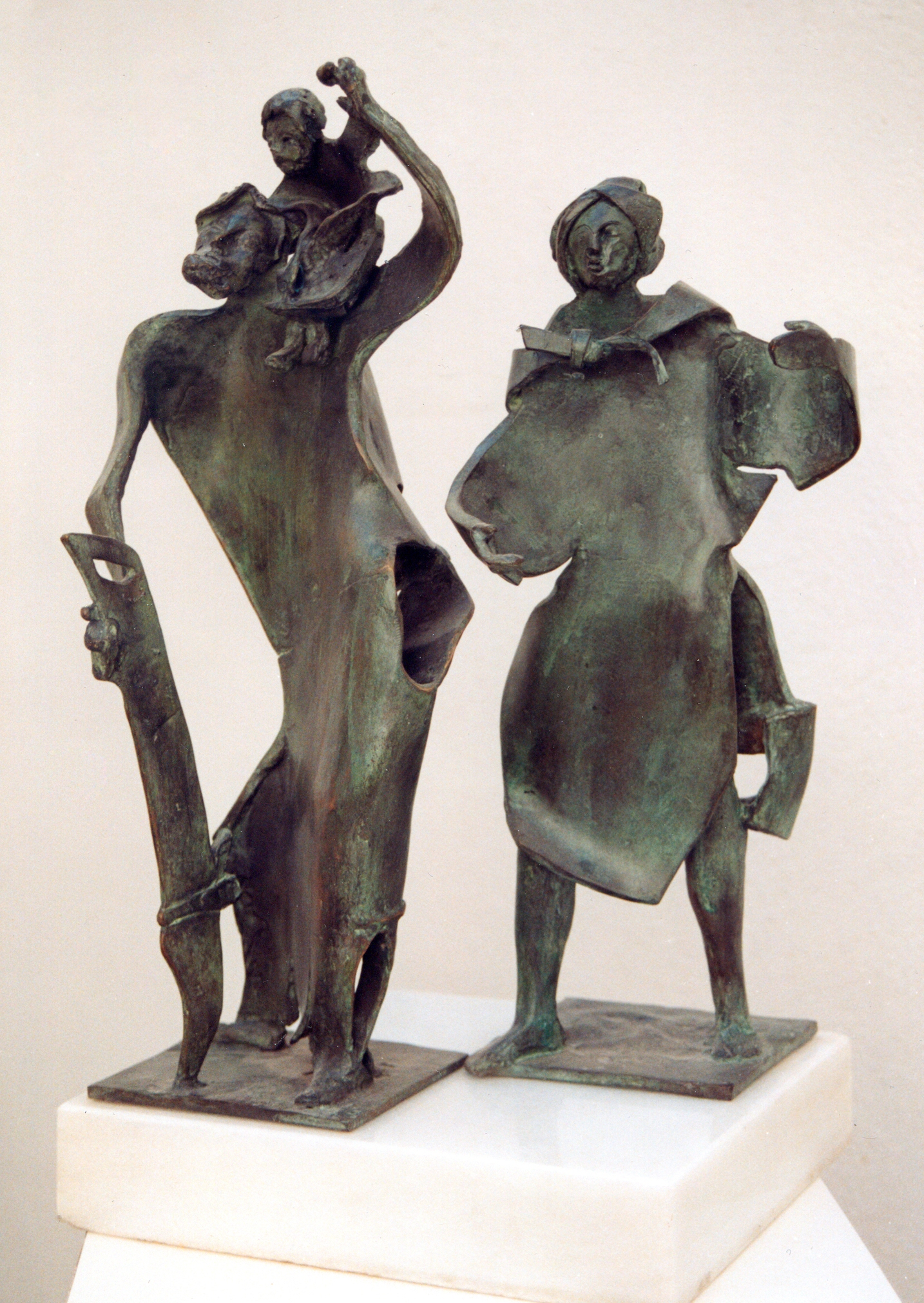
A la familia, proyecto de monumento. Colección particular del artista.